# Sans Retour Voyage "derniere" ～encoure une fois～
Sans Retour Voyage "derniere" ～encoure une fois～ —en español: «Último viaje sin retorno - una vez más»— es el primer vídeo en vivo de la banda japonesa Malice Mizer. Contiene el concierto grabado en el Shibuya Kokaido Shibuya, Tokio, Japón. Los días 24 de marzo y 1 de abril de 1997. Es la publicación del concierto en vivo del álbum Voyage ~Sans Retour~, los sencillos: Uruwashiki, Ma chérie y el c/w COLOR ME BLOOD RED de Bel air. A pesar de esto no se incluyeron las canciones Après Midi, Premier Amour, Itsuwari no musette, Claire y Shi no butou. N.p.s N.g.s fue incluida como parte del bonus de la versión en DVD, lanzada el 18 de abril de 2001. Aparte de N.p.s N.g.s como parte del bonus también e incluyó una entrevista a los miembros Mana, Közi y Yu~ki. La primera edición del VHS viene con tarjetas con fotos de los miembros.

## Lista de canciones
| Lista de canciones VHS y DVD |                                                        |              |              |          |  |
| N.º                          | Título                                                 | Letras       | Música       | Duración |  |
| 1.                           | «古のルーマニア (Inishie no RUMANIA)»                  |              | Malice Mizer | 2:02     |  |
| 2.                           | «Transylvania»                                         | Gackt        | Mana         | 2:43     |  |
| 3.                           | «麗しき仮面の招待状 (Uruwashiki kamen no shoutaijou)»  | Gackt        | Mana         | 2:37     |  |
| 4.                           | «CROIX»                                                | Malice Mizer | Malice Mizer | 2:50     |  |
| 5.                           | «追憶の破片 (Tsuioku no kakera)»                       | Gackt        | Mana         | 3:16     |  |
| 6.                           | «Regret～協奏曲～ (Regret ~kyousoukyoku~)»             |              | Gackt        | 5:30     |  |
| 7.                           | «Madrigal»                                             | Gackt        | Közi         | 2:37     |  |
| 8.                           | «COLOR ME BLOOD RED»                                   | Közi         | Közi         | 1:48     |  |
| 9.                           | «ma chérie～愛しい君へ～ (ma chérie ~itoshii kimi e~)» | Malice Mizer | Mana         | 4:15     |  |
| 10.                          | «～前兆～ (~zenchou~)»                                 |              | Mana         | 4:19     |  |
| 30:37                        |                                                        |              |              |          |  |

| Bonus (DVD) |                                              |        |              |          |  |
| N.º         | Título                                       | Letras | Música       | Duración |  |
| 1.          | «Interveiw» (Entrevista a Közi Mana y Yu~ki) |        | Malice Mizer | 7:35     |  |
| 2.          | «N.p.s N.g.s»                                | Gackt  | Mana         | 5:28     |  |
| 13:03       |                                              |        |              |          |  |